# Khméro-Canadiens
Les Khméro-Canadiens sont les Canadiens originaires du Cambodge ou d'ascendance cambodgienne.
On recense 38 490 Khméro-Canadiens, dont la plupart résident à Toronto et à Montréal.
Outre leur langue maternelle, le khmer, de nombreux Cambodgiens parlent français et anglais. Le bouddhisme et le christianisme sont des religions communes chez les Canadiens d'origine cambodgienne.

## Histoire
Les crimes du régime khmer rouge de 1975 à 1979 entraînent une importante vague de réfugiés cambodgiens, dont la plupart ont émigré au Canada, aux États-Unis, en France et en Australie. En 1981, il y avait 13 000 réfugiés khméro-cambodgiens, dont la majorité de la population s'installe dans des grandes villes comme Montréal, Toronto, Ottawa, Calgary, Edmonton et Québec. Le quartier Jane and Finch de Toronto compte une population cambodgienne visible, elle représente environ 4% des habitants.

## Religion
Les Cambodgiens sont généralement connus comme des adeptes du bouddhisme, suivant un mélange syncrétique de traditions bouddhistes et d'enseignements de diverses religions ethniques. Les communautés cambodgiennes du Canada célèbrent le Chaul Chnam et le Pchum ben . Parmi les autres célébrations notables figurent le jour de la victoire et ceux des arts et de la musique cambodgiens.

## Organisations
En 1979, des membres âgés de la communauté cambodgienne-canadienne créent l'Association des Cambodgiens de l'Ontario. Parmi les autres organisations communautaires de la communauté cambodgienne figurent le groupe des bouddhistes khmers.

## Personnalités khméro-canadiennes
- Honey Cocaine, rappeur
- Mervin Tran, patineur artistique
- Ellen Wong, actrice

## Source de traduction
- (en) Cet article est partiellement ou en totalité issu de l’article de Wikipédia en anglais intitulé « Cambodian Canadians » (voir la liste des auteurs).